# Fermín Trueba
Fermín Trueba Pérez (Sierrapando, 25 agosto 1914 – Madrid, 1º maggio 2007) è stato un ciclista su strada spagnolo.
Scalatore, fu professionista dal 1933 al 1945, corse prevalentemente come individuale. Fra i suoi numerosi successi figurano tre tappe alla Vuelta a España, corsa che concluse al secondo posto nel 1941 vincendo anche la classifica dedicata agli scalatori, e tre Subida al Naranco (1942, 1945, 1946).
Anche i fratelli José, Manuel e Vicente furono ciclisti professionisti; altri due fratelli, Federico e Victoriano, si dedicarono anch'essi al ciclismo, pur con meno successo.

## Carriera
Fermín Trueba nacque nel 1914 a Sierrapando, nucleo del municipio di Torrelavega, sesto degli otto figli di una famiglia di contadini della Cantabria. Cominciò a pedalare nel velodromo cittadino all'età di sedici anni; due anni dopo, nel 1932, fece il suo debutto su strada vincendo sette corse già nella prima stagione.
Ottenne i migliori risultati quasi esclusivamente in Spagna, mettendosi in evidenza, anche grazie alla bassa statura (era soprannominato El Mini), come scalatore. Nel suo palmarès spiccano cinque titoli nazionali su strada, quattro dei quali nella prova di montagna, ma anche sei vittorie nella Subida a Santo Domingo di Bilbao e tre nella celebre Subida al Naranco, nelle Asturie; in tutte e tre le competizioni detiene ancora il record di successi. Partecipò per cinque volte alla Vuelta a España: fu protagonista soprattutto durante la terza edizione della gara, nel 1941, quando, oltre a vincere due tappe e a far sua la classifica degli scalatori, vestì per dodici giorni la maglia di leader andando a chiudere al secondo posto finale, battuto dal solo Julián Berrendero.
Nel 1935 fu selezionato nella Nazionale spagnola per partecipare al Tour de France insieme al fratello Vicente ma, a causa di un infortunio, fu costretto a dare forfait. Negli anni a seguire la sua carriera all'estero risultò limitata dagli avvenimenti bellici di quel periodo del Novecento, prima la guerra civile spagnola, con annesso divieto per gli spagnoli di espatriare (e due anni di servizio militare che lo resero quasi inattivo), poi la seconda guerra mondiale, che portò alla sospensione del Giro d'Italia e del Tour de France, corse cui infatti non partecipò mai.
Si ritirò nel 1946 dopo sedici stagioni di attività. Quell'anno, l'ultimo per lui, gareggiò al Tour de Suisse – nel quale fu secondo sia nella settima tappa che nella classifica degli scalatori, battuto in entrambi i casi da Gino Bartali – e al Campionato del mondo su strada di Zurigo, ritirandosi. Morì a Madrid nel 2007, all'età di novantadue anni, ultimo a scomparire della celebre stirpe di ciclisti cantabri. Il suo corpo riposa nella tomba di famiglia, a Sierrapando.

## Palmarès
- 1934

Subida a Santo Domingo
Vuelta a Alava
- 1935

Subida a Arantzazu
- 1936

19ª tappa Vuelta a España
- 1938

Campionato spagnolo, Prova in montagna
Subida a Santo Domingo
Circuito Sardinero
Gran Premio San Sebastián
- 1939

3ª tappa Vuelta a Aragón
4ª tappa Vuelta a Aragón
6ª tappa Vuelta a Aragón
Gran Premio San Sebastián
1ª tappa Circuito del Norte
5ª tappa Circuito del Norte
Subida a Santo Domingo
Clásica a los Puertos de Guadarrama
6ª tappa Volta Ciclista a Catalunya
- 1940

Campionato spagnolo, Prova in montagna
4ª tappa Circuito del Norte
5ª tappa Circuito del Norte
Subida a Santo Domingo
Subida a Arantzazu
Classifica generale Vuelta a Cantabria
- 1941

Campionato spagnolo, Prova in montagna
8ª tappa Circuito del Norte
Classifica generale Circuito del Norte
8ª tappa Vuelta a España
14ª tappa Vuelta a España
1ª tappa Vuelta a Navarra
7ª tappa Volta Ciclista a Catalunya
- 1942

Campionato spagnolo, Prova in montagna
4ª tappa Circuito del Norte
5ª tappa Circuito del Norte
8ª tappa Circuito del Norte
Subida al Naranco
Subida a Santo Domingo
Cinturon de Bilbao
- 1943

5ª tappa Gran Premio Ayuntamiento de Bilbao
Subida a Santo Domingo
1ª tappa Vuelta a Castilla-León-Asturias
6ª tappa Vuelta a Castilla-León-Asturias
7ª tappa Vuelta a Castilla-León-Asturias
10ª tappa Vuelta a Castilla-León-Asturias
Classifica generale Vuelta a Castilla-León-Asturias
- 1944

Campionato spagnolo di montagna
Subida a Arantzazu
- 1945

Subida al Naranco
Circuito Sardinero
2ª tappa Circuito del Norte
- 1946

Subida al Naranco

### Altri successi
- 1933

Circuito di Saragozza
- 1936

Circuito di Madrid
- 1939

Criterium di San Sebastián
- 1940

Classifica scalatori Volta Ciclista a Catalunya
Classifica scalatori Vuelta a Cantabria
- 1941

Classifica scalatori Vuelta a España
- 1943

Classifica scalatori Vuelta a Castilla-León-Asturias

## Piazzamenti

### Grandi Giri
- Vuelta a España

1935: ritirato
1936: 9º
1941: 2º
1942: ritirato
1945: ritirato

### Competizioni mondiali
- Campionati del mondo

Zurigo 1946 - In linea: ritirato